# 스콜피언 (드라마)
《스콜피언》(영어: Scorpion)은 2014년 9월 22일부터 2018년 4월 16일까지 CBS에서 방영한 드라마이다.